# Glauco Villas Boas
Glauco Villas Boas (Jandaia do Sul, 10 de março de 1957 – Osasco, 12 de março de 2010) foi desenhista e cartunista. Pertencia à família dos sertanistas Orlando, Claudio e Leonardo Vilas Boas.

## Biografia
Mudou-se para Ribeirão Preto em 1976, e após ser descoberto pelo jornalista José Hamilton Ribeiro, publicou seus primeiros trabalhos no jornal Diário da Manhã.
Foi premiado no Salão Internacional de Humor de Piracicaba em 1977, por um júri formado por Jaguar, Millôr Fernandes, Henfil e Angeli, e mais tarde na 2ª Bienal de Humorismo  Gráfica de Cuba.
Em 1984, ao desenvolver sua "autobiografia com exageros", começou a publicar no caderno Ilustrada do jornal Folha de S.Paulo, convidado por Angeli, onde mostrou vários personagens, entre eles Geraldão, criado em 1981 após ler A Erva do Diabo, de Carlos Castaneda. Logo também vieram Casal Neuras, Doy Jorge, Dona Marta e Zé do Apocalipse.
Fez parte do elenco de redatores da TV Pirata e de alguns quadros do programa infantil TV Colosso, ambos da Rede Globo, para a qual também desenvolveu vinhetas.
Editou a revista Geraldão pela Circo Editorial entre 1987 e 1990 e, nesse período, foi colaborador das revistas Chiclete com Banana e Circo.
Músico, também tocava em bandas de rock. Para o público infantil, leitor do suplemento semanal Folhinha criou o personagem Geraldinho, que é uma versão light (no traço e na temática) do seu personagem Geraldão.
Era adepto do Santo Daime, e foi fundador de um centro daimista, situado em sua casa em Osasco.

### Morte
Glauco foi assassinado em Osasco na madrugada de 12 de março de 2010, dois dias após completar 53 anos, por Carlos Eduardo Sundfeld Nunes, conhecido como Cadu. Inicialmente o advogado de Glauco divulgou à imprensa que o crime ocorrera durante uma tentativa de assalto seguido de sequestro: ele teria negociado com os bandidos, que o levariam e deixariam sua mulher e os dois filhos. Enquanto saíam de casa, um outro filho de Glauco (Raoni, de 25 anos) chegou ao local e tentou dissuadir os assaltantes, que atiraram e mataram pai e filho.
Esta versão foi posteriormente desmentida pela polícia que, após colher depoimentos das testemunhas do crime, chegaram ao nome do universitário Carlos Eduardo Sundfeld Nunes. Armado com uma pistola automática e uma faca, o suspeito teria chegado ao local disposto a levar Glauco e sua família para a casa de sua mãe em  São Paulo com o objetivo de afirmar à mulher que ele era Jesus Cristo. Glauco tentou negociar para ir sozinho, e chegou a ser agredido. No momento da discussão, porém, Raoni chegou de carro. Em seguida, Carlos Eduardo atirou contra pai e filho, por motivos ainda não esclarecidos.
O universitário foi detido na Ponte da Amizade na madrugada de 15 de março enquanto tentava fugir para o Paraguai e, confrontado pela polícia, confessou o crime. Posteriormente, em 4 de abril de 2016, Carlos Eduardo foi assassinado em um presídio em Goiás enquanto cumpria pena por outros homicídios não relacionados.
Glauco e Raoni foram enterrados no cemitério Gethsêmani Anhanguera, zona norte de São Paulo.

## Estilo
Com um humor ácido, piadas rápidas, traços limpos, "ultrassofisticado no pensamento" e com "um jeito particular, que unia inocência e malícia", Glauco colaborou para a modernização do projeto gráfico e do estilo dos cartoons brasileiros em período coincidente com o do advento de uma geração pós-ditadura.
Os trabalhos do cartunista expressavam "o singelo, uma expressão quase infantil", em resultado que mostrava a valorização do sentido urgente do humor.
A abordagem dos seus trabalhos era o cotidiano e a sua degradação. Problemas conjugais, neurose, solidão, drogas e violência urbana eram retratadas "sempre com graça e compaixão".
O nome de Glauco sempre esteve associado aos de Angeli e Laerte, "a santíssima trindade dos quadrinhos brasileiros", pela afinidade e por trabalharem no mesmo jornal durante 25 anos.

## Obras
- Minorias,
- Abobrinhas da Brasilônia, 1985[4]
- Geraldão
- Los 3 Amigos - Sexo, Drogas y Guacamoles (álbum em parceria com os cartunistas Angeli e Laerte) (Editora Ensaio)
- Geraldão (revista bimestral) (Circo Editorial)
- Política Zero, 2006[11]
- Geraldão - Espocando a cilibina! - antologia de Geraldão 2011